# Parti de l'amour de la patrie
Le Parti de l'amour de la patrie (en espagnol : Partido Patria Querida abrégé PPQ) est un parti politique paraguayen.
Le parti est fondé le 26 décembre 2001 sous le nom de Fondation de l'amour de la patrie (en espagnol : Fundación Patria Querida). Il devient un parti et prend son nom actuel le 4 mars 2004.

## Résultats électoraux

### Élections présidentielles
| Élection | Candidat         | Voix    | %     | Résultat |
| -------- | ---------------- | ------- | ----- | -------- |
| 2003     | Pedro Fadul      | 328 916 | 21,94 | Élu      |
| 2008     | Pedro Fadul      | 44 060  | 2,44  | Élu      |
| 2013     | Miguel Carrizosa | 27 026  | 1,19  | Élu      |

### Élections législatives
| Année | Voix    | %     | Rang | Sièges  |
| ----- | ------- | ----- | ---- | ------- |
| 2003  | 255 811 | 16,98 | 3e   | 10 / 80 |
| 2008  | 102 139 | 5,77  | 4e   | 3 / 80  |
| 2013  | 63 662  | 2,84  | 7e   | 1 / 80  |
| 2018  | 105 765 | 4,46  | 4e   | 3 / 80  |

### Élections sénatoriales
| Année | Voix    | %     | Rang | Sièges |
| ----- | ------- | ----- | ---- | ------ |
| 2003  | 234 748 | 15,90 | 3e   | 7 / 45 |
| 2008  | 151 991 | 8,59  | 4e   | 4 / 45 |
| 2013  | 45 168  | 2,01  | 8e   | 0 / 45 |
| 2018  | 159 625 | 6,77  | 4e   | 3 / 45 |